# 花厅镇
花厅镇，是中华人民共和国江西省上饶市广信区下辖的一个乡镇级行政单位。

## 行政区划
花厅镇下辖以下地区：
花厅社区、洋塘村、枫岭村、水垄村、中畈村、周村、金鸡村、前程村和白塔村。